# Shame for You
Shame for You è un brano musicale della cantante pop inglese Lily Allen, estratto come quarto ed ultimo singolo promozionale dal suo album di debutto, Alright, Still. È stato pubblicato il 5 marzo 2007 nel Regno Unito come doppio lato A con Alfie.

## Tracce
CD singolo
1. Shame for You
2. Alfie (versione esplicita)

Vinile 7"
1. Shame for You
2. Alfie (versione esplicita)

Download digitale
1. Shame for You
2. Shame for You (live alla Bush Hall)
3. Alfie (versione esplicita)
4. Alfie (CSS Remix)
5. Alfie (live alla Bush Hall)